# حمام شاه کمالیه
حمام شاه کمالیه مربوط به دوره ایلخانی است و در یزد، محله شاه ابوالقاسم، حمام شاه کمالیه واقع شده و این اثر در تاریخ ۱۱ مرداد ۱۳۸۴ با شمارهٔ ثبت ۱۲۶۶۳ به‌عنوان یکی از آثار ملی ایران به ثبت رسیده است.